# Propandiolphosphat-Dehydrogenase
Propandiolphosphat-Dehydrogenase ist ein Enzym, das in Bakterien und Oryctolagus die Dehydrierung von 1,2-Propandiol-1-phosphat zu Hydroxyacetonphosphat katalysiert. Dieses Enzym ist bei Oryctolagus cuniculus meistens im Muskelgewebe lokalisiert.

## Eigenschaften
Die Propandiolphosphat-Dehydrogenase wird zu 70 % durch Sulfat-Anionen bei einer Ionenstärke von 0,57 inhibiert, durch Sulfit-Anionen zu 41 % und durch Format-Anionen zu 28 % bei jeweils gleicher Ionenstärke. Bromid- und Phosphat-Anionen hemmen jeweils zu 45 und 32 %, wenn sie bei einer Ionenstärke von 0,19 zugegeben werden.
Hydroxyacetonphosphat hemmt kompetitiv das Enzym α-Glycerophosphat-Dehydrogenase, das Teil des Enzymkomplexes Myogen A ist. Die Hemmungskonstante beträgt {\displaystyle K_{i}=1{,}3\cdot 10^{-3}M}.
Die Michaeliskonstante {\displaystyle K_{m}} der Propandiolphosphat-Dehydrogenase für NADH beträgt {\displaystyle 0{,}5\cdot 10^{-4}M}, für Hydroxyacetonphosphat {\displaystyle 1{,}5\cdot 10^{-4}M} und für DL-1,2-Propandiolphosphat {\displaystyle 4{,}4\cdot 10^{-3}M}.

## Katalysiertes Gleichgewicht
|                        | NAD+ NADH + H+ Propandiolphosphat- Dehydrogenase |                       |
| 1,2-Propandiolphosphat |                                                  | Hydroxyacetonphosphat |